# منتخب أندورا لكرة القدم الشاطئية
منتخب أندورا لكرة القدم الشاطئية هو ممثل أندورا الرسمي في المنافسات الدولية في كرة قدم شاطئية ، يديريه اتحاد أندورا لكرة القدم.